# Bazylia cytrynowa
Bazylia cytrynowa (Ocimum basilicum citriodora) − podgatunek bazylii pospolitej charakteryzujący się cytrynowym zapachem i smakiem.

## Morfologia
ŁodygaRozgałęziona, wysokości ok. 45 cm.
LiściePodłużne, owalne, jasnozielone, matowe.
KwiatyDrobne, białe. Kwitnie w lipcu i sierpniu.

## Zastosowanie
- Żucie liści bazylii cytrynowej odświeża oddech. Nie udowodniono leczniczych właściwości specjalnych dla tej odmiany[5].
- Roślina przyprawowa − z powodu cytrusowego aromatu bazylia cytrynowa jest używana zwłaszcza do przyprawiania dań z ryb i owoców morza, jest to popularna przyprawa w kuchniach Azji Południowej i Południowo-Wschodniej[3].

## Uprawa
Wymaga żyznej gleby o dobrym odprowadzaniu wody i słonecznego stanowiska.

## Inne gatunki bazylii o cytrynowym aromacie
Oprócz Ocimum basilicum citriodora cytrusowy aromat mają również bazylia amerykańska (Ocimum americanum) i hybryda bazylii amerykańskiej z bazylią pospolitą. Obie te rośliny również nazywane są czasem bazylią cytrynową.